# بي إل يو-108
بي إل يو-108 (بالإنجليزية: BLU-108)‏ هي قنبلة عنقودية تلقى بواسطة الأشعة تحت الحمراء، وتطلق أربعة ذخائر موجهة بدقة صغيرة يسميها المُصنّع «سكيت» (skeet). يتم تصنيع القنبلة من قبل تيكسترون لأنظمة الدفاع.
وصممت سكيت بحيث تبحث وتصنف وتشتبك مع أهداف مثل العربات المصفحة. تنفجر الذخائر الصغيرة فوق الأرض وتُطلق سحابة متفجرة من المعدن والشظايا باتجاه الأرض. وحدة «سكيت» مجهزة بخصائص إلكترونية للتدمير والتعطيل ذاتيا.

## مواصفات BLU-108/B
- الطول: 78.8 سم.[1]
- القطر: 13.3 سم
- البعد الأفقي الأقصى: 18.4 سم
- الوزن: 29.5 كجم

## مواصفات Skeet
- الارتفاع: 9.5 سم.
- القطر: 12.7 سم.
- الوزن: 3.4 كجم.
- Seeker: وضع مزدوج ليزر وأجهزة الاستشعار تعمل بأشعة تحت الحمراء.
- مادة متفجرة: 945 جرام.
- آلية القتل: عبوة خارقة وتجزئة.

## نظام الأسلحة
- سي بي يو-97
  - تحوي 10 ذخائر من نوع بي إل يو-108.
- إيه جي إم-154

## وصلات خارجية
- BLU-108 - Textron Defense Systems نسخة محفوظة 11 سبتمبر 2007 على موقع واي باك مشين.
- BLU-108/B Submunition - Global Security